# العالم الذي يمشي في الليل (مسلسل)
العالم الذي يمشي في الليل (بالهانغول: 밤을 걷는 선비) هو مسلسل فانتازي تاريخي رومانسي كوري جنوبي من إنتاج عام 2015، مبني على ويبتون بنفس الاسم، كتبها Jo Joo-hee ورسمها Han Seung-hee. 
بُثَّ لأول مرَّة على قناة إم بي سي الكورية عام 2015 من يوم 8 يوليو وحتى 10 سبتمبر كلَّ يومي أربعاء وخميس الساعة 21:55. يتكون المسلسل من 20 حلقة وهو من بطولة لي جون غي ولي يو بي وشيم تشانغ مين وكيم سو اون ولي سو هيوك.

## القصة
تقع أحداث المسلسل في عهد مملكة جوسون، تحديدًا في عهد السلالة البديلة. وتدور حول مصاص دماء شرير اسمه"جوي" يسيطر على المملكة ويتحكم بالحكومة ويقيم تحت القصر وقام ولي العهد انذاك بتجهيز خطة سرية للقضاء عليه فعلم الشرير بها فأعدم الملك وولي العهد وكل حاشيتهم، ولم يجد الخطة التي هرب بها احد الخدم واخفاها وتوارثتها أجيال طول 400 عام عاشها الشرير الخالد تحت القصر .. حتى ظهر مصاص دماء اخر ليس شريرا أراد القضاء على جوي المصاص الشرير ونقل قواه الى فارس عالم من حراس ولي العهد الاخير ، وبقي الفارس العالم بعد تحوله لمصاص يبحث عن كتاب الخطة ليقضي على الشرير ، وخلال بحثه يلتقي بفتاة تبيع الكتب وتتنكر بثياب رجل منذ طفولتها ، وتحمل سر عظيم لا تعرفه حتى هي! ويحدث صراع كبير بين المصاصين ويكون للفتاة ووالدها دور كبير....

## طاقم التمثيل

### البطولة
- لي جون غي بدور كيم سونغ يول (العَالِم الليلي)

عَالِم مخلص وشجاع وصديق مقرب لولي العهد (جونغ هيون)، يتحوَّل إلى مصاص دماء متعطش للانتقام بعد مقتل عائلته وصديقه.
- لي يو بي بدور جو يانغ-سن/سيو جين

بائعة كتب لطيفة ومبتهجة دائمًا، تتنكر بزي رجل حتى تجني المال من أجل عائلتها.
- شيم تشانغ مين بدور ولي العهد لي يون (ولاحقًا ملك جوسون غيونغجونغ)

ابن ولي العهد السابق (سادونغ)، يسعى للانتقام من مصاص الدماء (كوي) قاتل والده.
- كيم سو يون بالدورين لي ميونغ هي و تشوي هاي ريونغ

ميونغ هي: حب العَالِم (سونغ يول) الأول وخطيبته
هاي ريونغ: ابنة رئيس الوزراء الذي يخدم مصاص الدماء (كوي)
- لي سو هيوك بدور كوي (Gwi)

مصاص دماء شرير ومتوحش، يريد أن يحكم البشر.

### ممثلون
- جانغ هي جين بدور سو هيانغ

مديرة هوايانغ-جاك ومرافقة (سونغ يول) وأقرب الناس له، وتحبه من طرف واحد لأنه من أنقذها من الموت وتعتبر نفسها مدينة له بحياتها.
- تشوي تاي هوان بدور هو-جين

مرافق (سونغ يول) ومدير منزله.
- يو أو جو بدور نو هاك يونغ

عَالِم آخر وصديق مقرب لولي العهد (لي يون)
- جانغ سونغ جو بدور ولي العهد سادونغ

والد ولي العهد (لي يون)، قتله مصاص الدماء (كوي) حين حاول إيجاد سر التخلص منه وكان بالفعل قد أوشك على إيجاده.
- سون جونغ هاك بدور تشوي تشول جونغ

رئيس الوزراء ووالد (هاي ريونغ)، العدو الأول للملك وولي العهد وخادم مصاص الدماء (كوي).
- كيم ميونغ غون بدور نو تشانغ سن

الوزير الذي يدعم الملك ويساعده وهو أحد رفقاءه، وهو جد (هاك يونغ)
- لي هيون وو بدور ولي العهد جونغ هيون

الشخص الذي وراء الاسم المستعار (الطالب الشهواني)، حاول التخلص من مصاص الدماء (كوي) لكنه قُتِل أثناء ذلك.

## الجوائز والترشيحات
| العام | الجائزة                                      | الفئة                               | المستلم                | النتيجة |
| ----- | -------------------------------------------- | ----------------------------------- | ---------------------- | ------- |
| 2015  | جوائز إم بي سي للدراما                       | أعلى جائزة تميز لممثل في مسلسل قصير | لي جون غي              | رُشِّح     |
| 2015  | جوائز إم بي سي للدراما                       | جائزة التميز لممثلة في مسلسل قصير   | لي يو بي               | رُشِّح     |
| 2015  | جوائز إم بي سي للدراما                       | أفضل ممثل جديد في مسلسل قصير        | لي سو هيوك             | فوز     |
| 2015  | جوائز إم بي سي للدراما                       | أفضل ممثلة في مسلسل قصير            | لي يو بي               | فوز     |
| 2015  | جوائز إم بي سي للدراما                       | جائزة أفضل 10 نجوم                  | لي جون غي              | فوز     |
| 2016  | الجوائز السنوية لـ DramaFever الدورة الرابعة | أفضل دراما تاريخية                  | العالم الذي يمشي الليل | فوز     |

## روابط خارجية
- العالم الذي يمشي في الليل على موقع IMDb (الإنجليزية)
- العالم الذي يمشي في الليل على موقع نتفليكس (الإنجليزية)
- العالم الذي يمشي في الليل على موقع كينوبويسك (الروسية)
- العالم الذي يمشي في الليل على موقع قاعدة بيانات الفيلم (الإنجليزية)